# PT-91主战坦克
PT-91 “坚韧”型坦克（波兰语：Twardy）是一种波兰制主力戰車。它是T-72M1型主力戰車的改进型，最早于1995年服役。PT-91是由OBRUM（页面存档备份，存于）（OBRUM是波兰语Ośrodek Badawczo-Rozwojowy Urządzeń Mechanicznych的缩写，意为机械设备研发中心），并由Bumar Łabędy公司生产，后者是波兰军事财团Bumar Group的一部分。相比T-72，PT-91加装了一套新型双轴稳定火控系统、反应装甲、一台动力更强的引擎、传动系统和新型自动装填机。与其他许多T-72改进型不同，波兰陆军的PT-91在升级中所使用的部件几乎全部是本国企业制造的（包括新型发动机、火控系统和所有通信系统组件）。这些部件中有许多都被用于为其他国家升级其现有的T-72戰車，比如捷克的T-72M4Cz、格鲁吉亚的T-72SIM-1和印度的T-72 Ajeya Mk2。

## 沿革
在20世纪80年代后期，波兰陆军将其所有过时的T-55主战坦克升级为T-55AM的标准。这一成功改造使波军总参谋部相信，其他在波兰制造并使用的苏式坦克也可以进行类似的现代化改进。1988年年末，波兰决定准备一项计划来升级其T-72M1坦克，这次升级得益于该国在T-72M（代号172M-E3，即波兰军方对T-72的命名）/T-72M1（代号172M-E5）/T-72M1K（波兰军方命名为T-72M1D）的授权生产过程中所获得的经验。

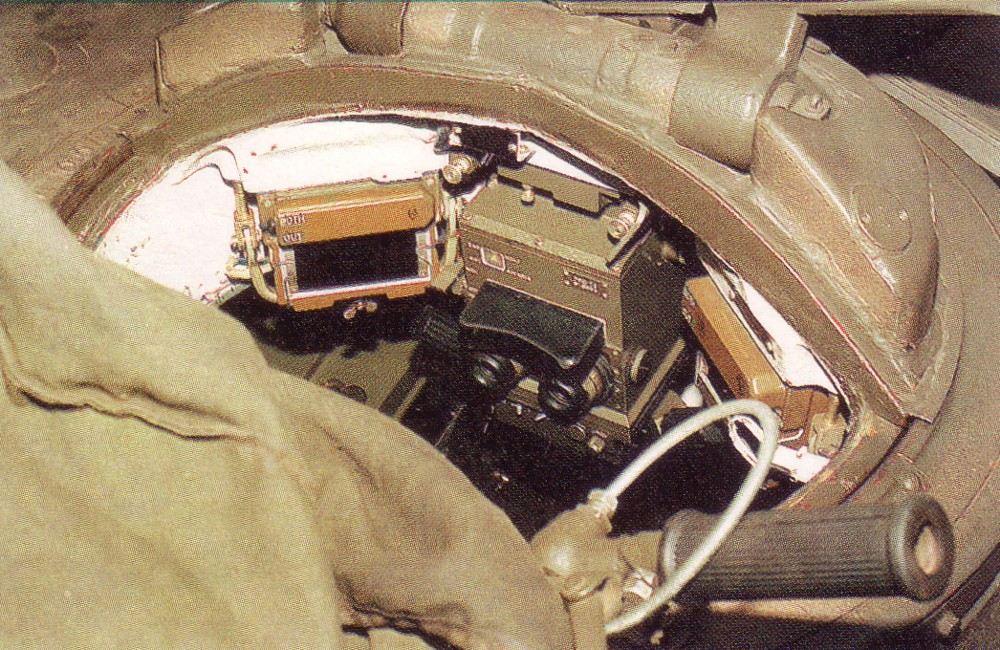
POD-72 车长视角

位于格利维采的机械设备研发中心——OBRUM(波蘭語：Ośrodek Badawczo-Rozwojowy Urządzeń Mechanicznych)被选为主设计单位。然而，该計劃起初进展十分缓慢，这主要是因为波军总参谋部同时还在考虑购买T-72的一种较新的型号（T-72S）或更加现代化的T-80坦克。
在1989年政局变动和苏联集团瓦解之后，苏波关于现代化坦克采购的会谈中止了，设计一种新型波兰坦克的动机因此而得到了增强。由设计局所提出的第一稿设计方案名为“狼”（波兰语为Wilk），但是该项目被取消了。另一个名为“坚韧”的项目得到了优先发展。T-72改进的基本目标在于将其改进到适合现代战争使用的程度，并弥补其最明显的缺陷。后者包括其较低的机动性、装甲的不足、火控系统的缺乏和主炮稳定性的缺陷——这导致了差劲的火力准确性。此外还有一个问题，就是未装备被动夜视瞄准系统。

## 开发与设计
于1991年7月启动的T-72现代化改进项目是由Bumar企业联合体执行的，该企业曾经按照苏联颁发的许可证生产T-72型坦克。这种现代化改进后的主战坦克被命名为PT-91 坚韧型。与基础型（即T-72）相比，它的防护、火控系统和发动机都得到了改进。1993年，波兰国防部订购了20辆PT-91坦克用于野外试验和部队训练。

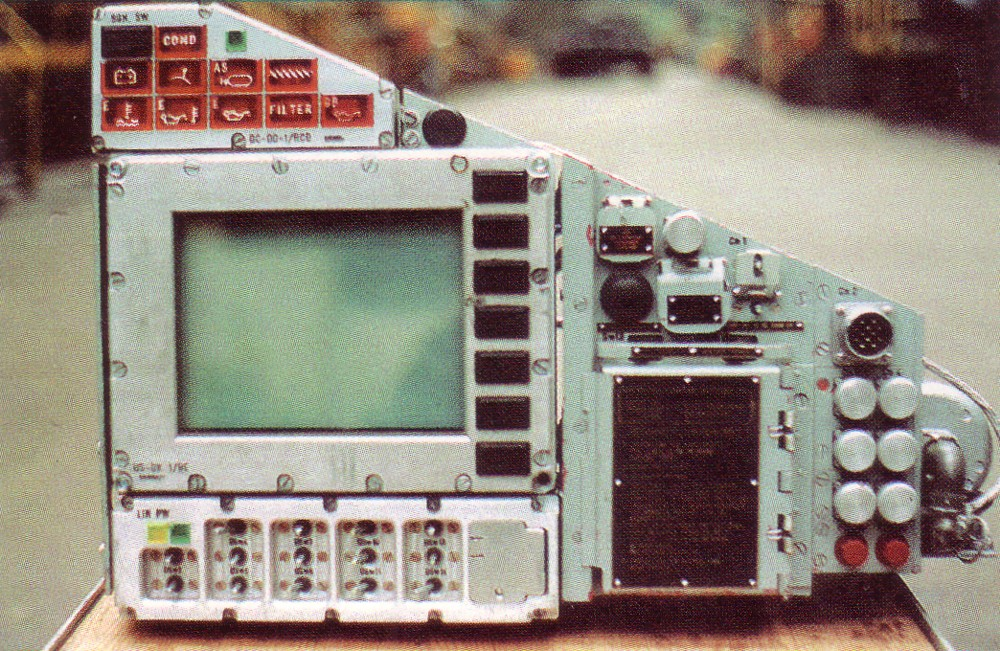
US-DK-1型驾驶员控制面板

由波兰军事技术研究所开发的新型Erawa反应装甲提高了这种主战坦克对破甲弹和反坦克导弹的防护性能。这一套装甲由394块填充了炸药的装甲块构成，这些装甲块在被直接命中时会发生爆炸。装甲块的总覆盖面积可以达到9m2。其中，108块装甲块位于炮塔部位，118块保护车体，（位于侧裙板）两侧的反破甲弹防护幕上各有84块装甲块。坚韧型坦克使用钢制的反破甲弹防护幕，而T-72使用的则是橡胶材料。Erawa装甲与苏制类似产品的主要区别在于，Erawa装甲块的容器可以几乎无间隙地安装就位，而苏联改装后的T-72上面则有10~15mm的缝隙，这会显著降低其防护的效能。Erawa共有两种型号：Erawa-1和Erawa-2，它们在炸药的重量上有所不同。试验显示，Erawa防御系统可以降低高能射流50~70%的穿深，降低穿甲弹（尾翼稳定脱壳穿甲弹, APFSDS）30~40%的穿深。此外，炸药容器在30mm口径以下的弹药、弹片和地雷击中时并不会爆炸，表面有凝固汽油或原油燃烧时也不会爆炸。

坚韧与T-72一样装备了125mm 2A46型滑膛式坦克炮，并配备了自动装弹机（自动装弹机可以替代装填手，从而减少一名车组人员），这使得其射速可以达到每分钟8到10发。在此之外，该坦克还装备了7.62mm PKT同轴通用机枪和12.7mm NSVT高射机枪。PT-91还有一套可以由燃料发出烟幕的发烟设备，以及24只榴弹发射器（可发射烟幕弹或反人员破片榴弹）。
火控系统现代化的第一步是用斯洛伐克研制的一种新型稳定仪来替换掉早先使用的苏制2Є28M型双平面稳定仪。它有一个电子信息模块，用来显示坦克的技术参数。此外，在过高的越野速度或其他原因妨碍了有效瞄准时，它还能对车长进行提醒。

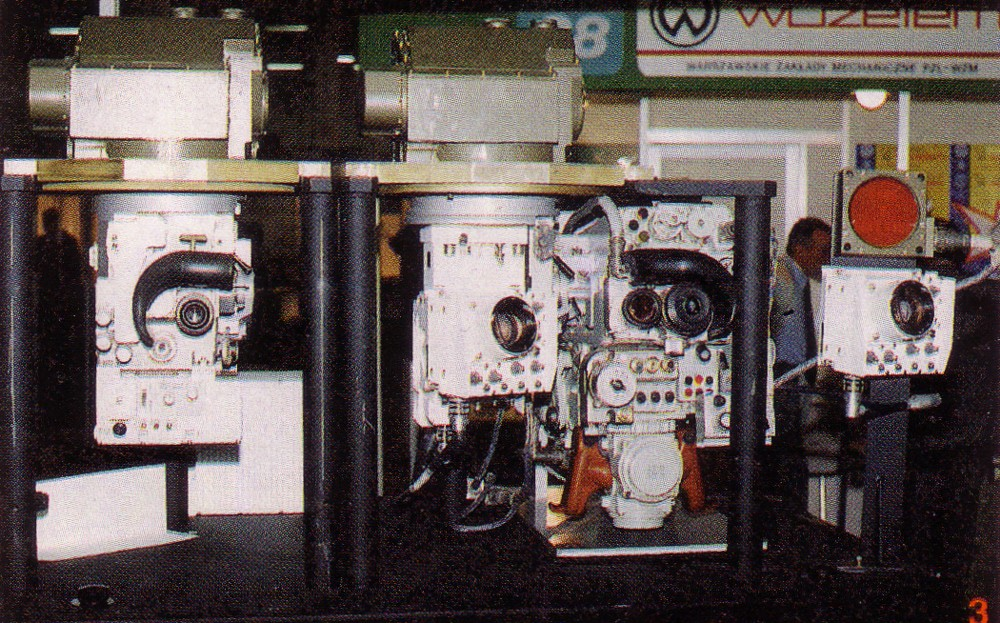
Drawa火控系统

Drawa火控系统由波兰工程师开发，它包括了以色列ELOP公司开发的炮长白光显示器（PCD）和热成像夜视仪；POD-72型白光/夜间两用型车长被动观瞄设备；一台弹道计算机；一台激光测距仪和一套为弹道计算机处理信息的数据系统。弹道计算机的瞄准过程取决于目标的速度、天气条件、弹药的温度与种类。
驾驶员使用一台US-DK-1型控制诊断综合面板，它可以在一台显示器上同时控制坦克的主要系统并显示信息。驾驶员的夜视设备被换成了Radomka被动夜视仪。
现代化改进使得坦克的重量比T-72更重，因此开发者为它配备了一种更加强劲的发动机——十二缸S-12U型柴油机。这是一种由华沙PZL-Wola公司生产的苏制V-46-6发动机的改进型，其动力从780hp提高到850hp。这两种发动机的主要区别在于燃料和空气喷射系统的现代化改进。最新的坚韧改进型装备了配有涡轮增压器的1000hp的S-1000型发动机。

## 型号概述

### PT-91 坚韧
波兰陆军装备的生产型号，基于T-72M1的标准进行了大幅度改进。大多数此型车辆装备了SKO-1M Drawa-1型T双轴稳定火控系统（配备了热成像潜望式瞄准镜<TES, Thermal Elbow Sight>，共有202具该瞄准镜被交付使用  ），但少数早期生产的车辆装备的则是SKO-1 Drawa型火控系统（配备夜视仪）；此外还配备了Erawa型反应装甲、一台波兰光学工业中心（波兰语：Przemysłowe Centrum Optyki）生产的SSC-1 Obra-1型激光告警装置、850hp功率的由PZL-Wola生产的S-12U型发动机。  第一批生产的20辆坦克于1993~1994年间交付波兰陆军使用，另外78辆大规模生产的车辆在1995~1997年交付使用，135辆现代化改装的T-72M1型坦克（制造于20世纪80年代后期）则在1998~2002年间交付使用。新制造的坦克与现代化改装的旧坦克具有同等作战能力。  按照具体的车辆配置来区分，波兰陆军使用了三种型号的PT-91坦克：PT-91，PT-91M和PT-91MA1。

### PT-91A 坚韧
PT-91A坚韧是一种配备了带有机械传动装置的PZL-Wola制1000hp功率S-1000型发动机，并做出了一些其他的小改进的研發型号。被用于试验车和军事展览会的展示车。

### PT-91Z 坚强
（Z，即波兰语： Zmodernizowany，意为现代化）PT-91Z是装备了SAGEM Savan-15型火控系统的进一步改进型。然而根据实地射击测试，Savan-15相比Drawa在准确性上只有很小的提高。   其最大的优势在于一套新的火炮稳定系统，这能够让坦克在运动中的火力准确性得到明显的提升。此后，它被充作PT-91M开发时的基准。这种改型车在马来西亚举办的一系列压力测试中力压T-90、T-84和K1等坦克，并因而在马来西亚新型主战坦克的竞标中获胜。该型号只制造了一辆原型车。

### PT-91M潘迪卡（英语：Pendekar）
（M指马来西亚）该型号是马来西亚订购的出口型号，装备了 SAGEM Savan-15 型火控系统、PZL-Wola制S-1000R型1000hp动力系统、德国Renk公司制造的 SESM ESM-350M型自动传动系统和一套新型通信系统。动力与传动系统的改进使得该车的最大速度提高到70km/h。车载设备也换成了一门 斯洛伐克国防建设公司（斯洛伐克语：Konštrukta defence a.s.） 设计的2A46MS 125mm坦克炮（制造商是斯洛伐克 ZTS - Špeciál公司）、一挺7.62mm FN MAG同轴机枪和一挺12.7mm M2型高射机枪。该改型还装备了SAGEM制VIGY 15型陀螺稳定周视瞄准具、一台SIGMA 30激光陀螺惯性导航系统、EADS制EPS72型炮塔稳定系统、一台波兰光学工业中心制SSP-1 Obra-3型雷达告警装置、以及与其联动的“ZM Dezamet 902A”型81mm烟幕弹发射器，Pimco CHERDES II型核生化告警系统、法国泰雷斯集团（Thales Group）制造的通信系统（TRC9310-3型战场无线电网络（页面存档备份，存于）、TRC3630-3型数字式高频电台（页面存档备份，存于）、第三代SOTAS内部通话系统）、erawa-2型爆炸反应装甲、德国迪尔·雷姆沙伊德股份有限公司（Diehl Remscheid GmbH）制造的570P型履带。在2007到2009年间，生产了两辆原型车（一辆PT-91E，一辆PT-91Ex）、48辆量产PT-91M型坦克。 

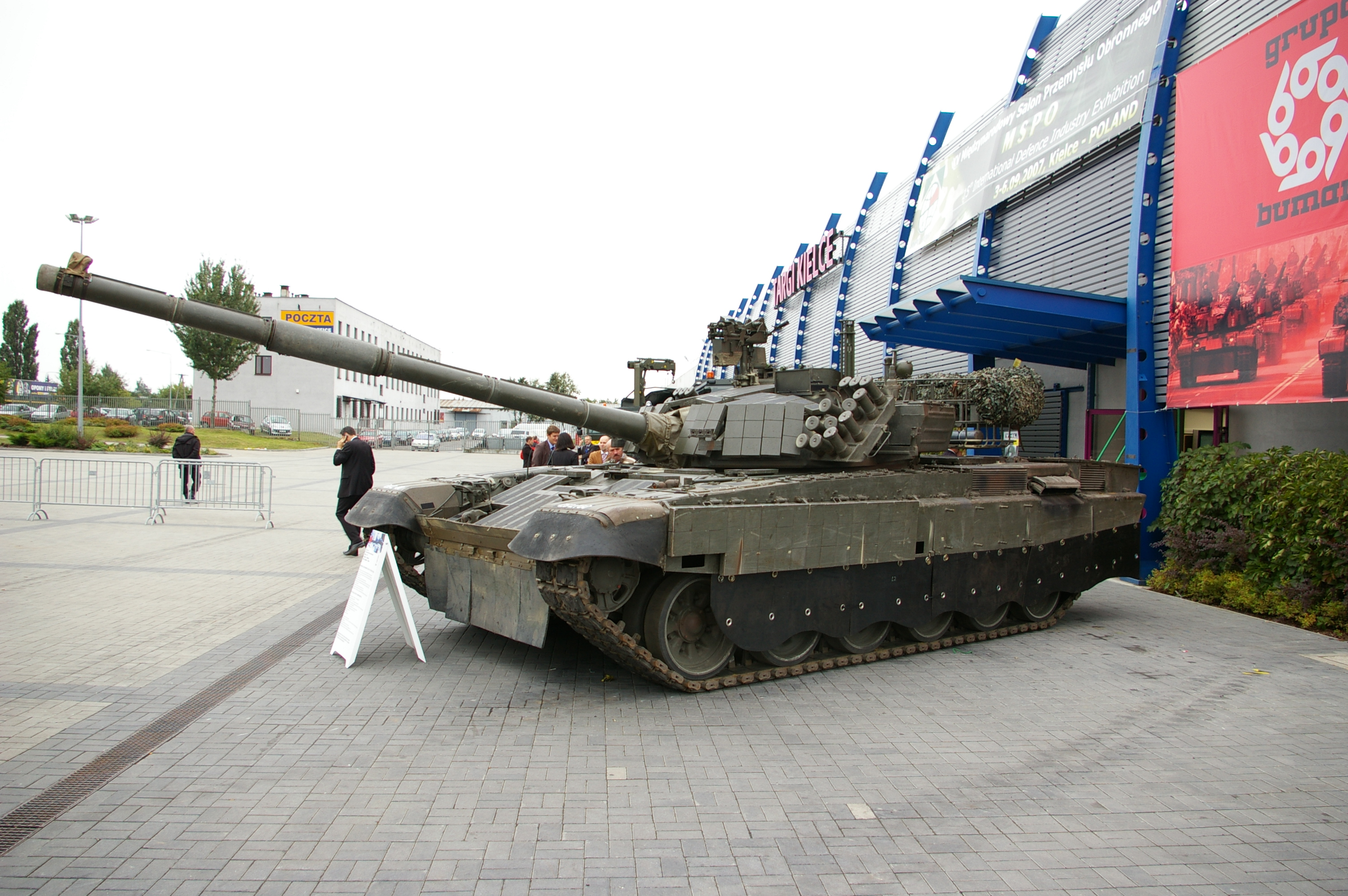
Bumar-Łabędy展台前的PT-91E

### PT-91E/Ex
（“E”指出口）该型号是PT-91M的原型车重命名后的型号。该原型车被充作军事博览会中PT-91出口型的展示车。PT-91E即名为SP1的首辆原型车（就是出现在2005年吉隆坡阅兵式上的那一台），PT-91Ex是第二辆原型车，原名SP2。  两辆坦克都在马来西亚接受了一系列测试，SP1号车被用于在马来西亚进行了7000公里的越野测试、SP2号车接受了2000公里行驶测试和500发主炮射击测试。  这两辆与PT-91M十分相似的坦克，也被用于向其他国家出口。

### PT-91P
(“P”指的是秘鲁) 该型号是在2009年秘鲁国际防务技术展览会（SITDEF Peru）上的展示车，是PT-91Ex的廉价版。这一改型装备了最新的波兰光学工业中心制造的Drawa-TG火控系统，该系统配备一台热成像仪和现代化的通信系统（Radmor制RRC9310型电台、波兰WB电子制造的Fonet内部通信系统、波兰Teldat公司（页面存档备份，存于）出品的战场管理系统）。这辆坦克在2009年秘鲁国际防务技术展览会等数场南美展览中出场。

### PT-72U / PT-91U / PT-91EU
（“U”指的是城市战——波兰语：Urbanizowany）该型号是2011年（波兰）国际国防工业展览会（波兰语缩写：MSPO，Międzynarodowy Salon Przemysłu Obronnego）的展示车。该车辆被提供给波兰陆军，用于对T-72和PT-91型坦克进行特定改进。改进内容包括安装一系列附加设备——如配有光学观瞄系统的遥控火炮、一套全向观测系统、附加装甲和工程装备。
PT-72U的武器系统在车长舱口处安装了一座遥控武器站，上面架设了一挺12.7mm机枪。该系统有360°的水平射界和-5°~55°的俯仰射界。观瞄系统装备有8台白光/夜间两用照相机，每一台相机的观察角度为55°；另有一台可旋转的前视无源红外照相机，该相机具备26倍光学变焦功能。附加装甲套装包括了车体和炮塔上的格栅装甲。车体底部安装有反应装甲和附加装甲。PT-72U还装备了一整套新型现代化的对内、对外通信设备，这套设备还能够通过互联网进行通信。 亚美尼亚计划将84辆T-72型坦克改进到PT-72U型的标准。

## 衍生车辆

### WZT-3

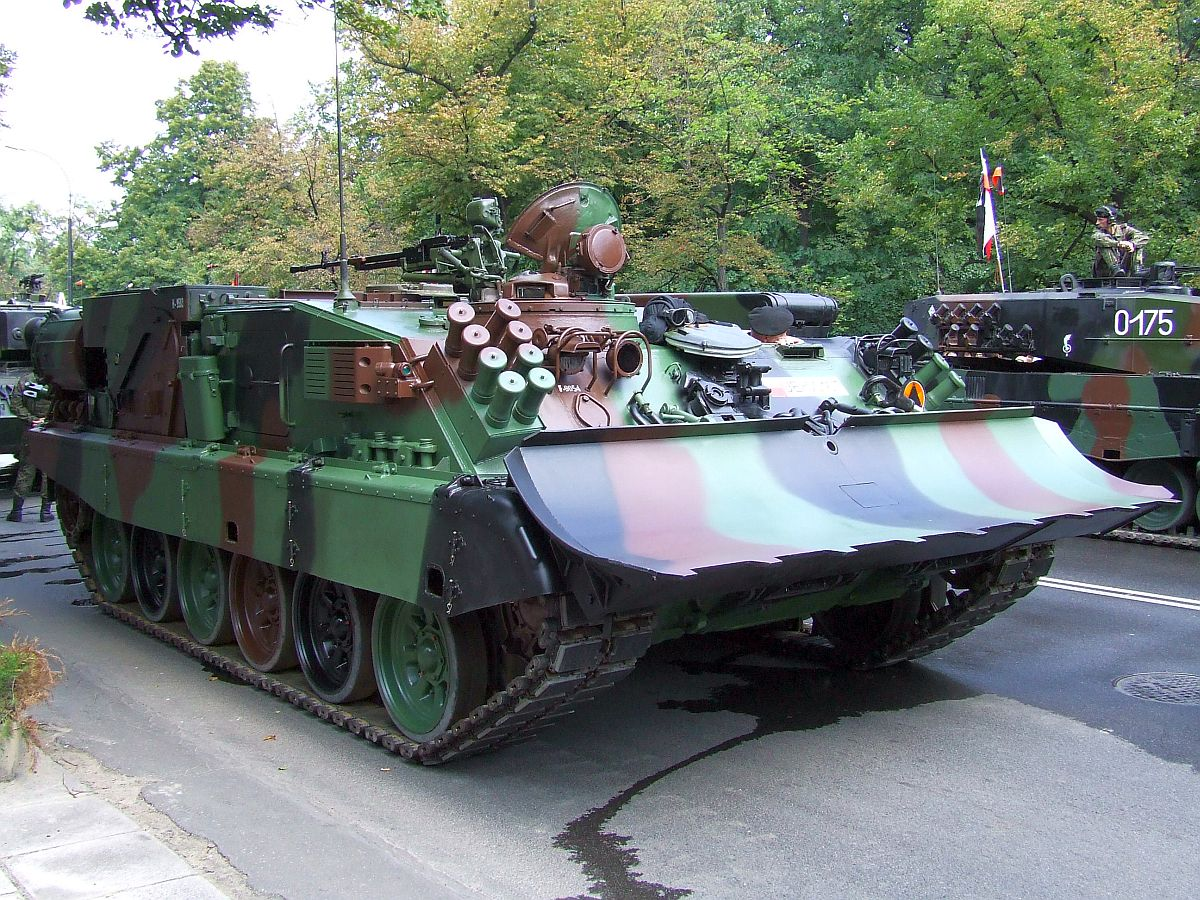
波兰陆军的WZT-3M

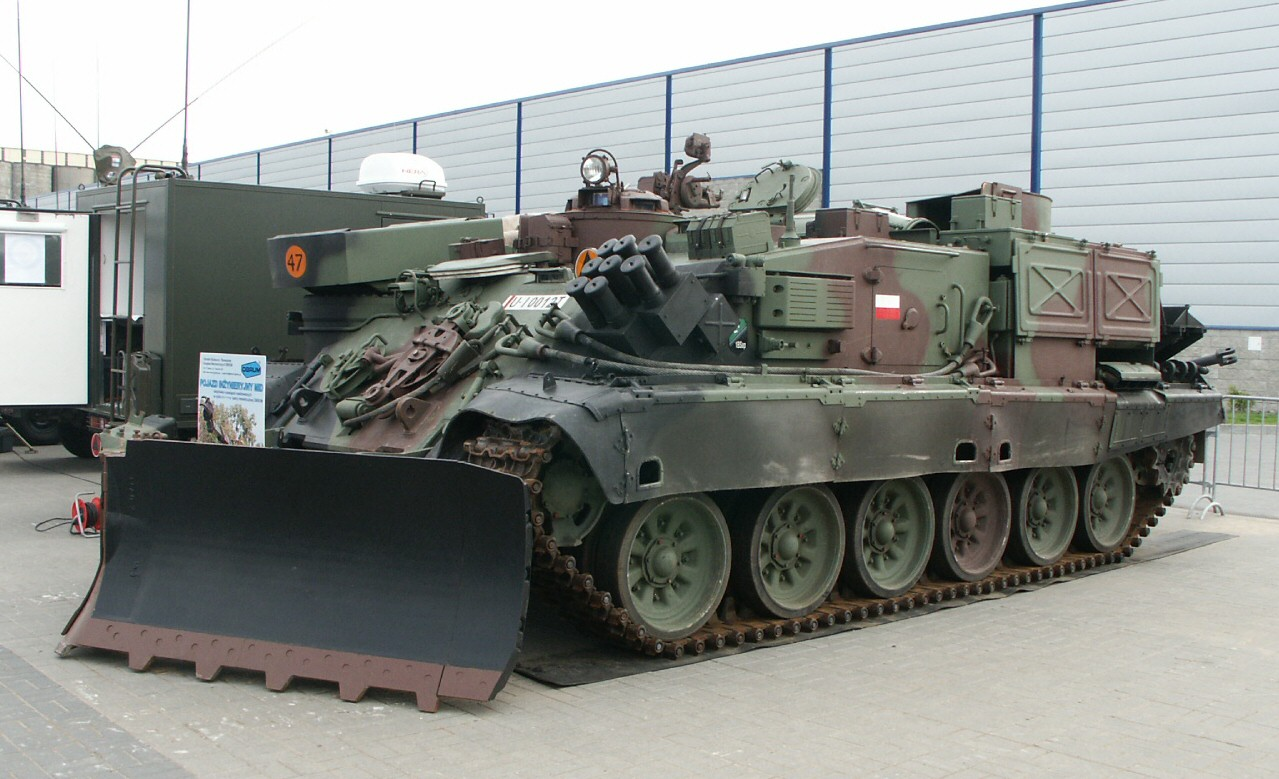
波兰陆军的MID

（“WZT”是波兰语：Wóz Zabezpieczenia Technicznego的缩写，意为“技术支援车辆”）该变型车族是基于PT-91/T-72型坦克的车体所改装的装甲回收车车族。它可能是世界上数量最多的由T-72所改装的装甲回收车，共有超过400辆该车族的车辆被交付使用。WZT-3型装甲回收车在车长舱门处装备了一挺12.7mm (1⁄2 in)机枪。标准装备还包括：具备伸缩起重臂的起重机（最大负荷15吨），车体前部固定的推土铲，两部绞盘。
- WZT-3 - 波兰陆军使用的基于T-72型坦克的变型车 - 20辆。
- WZT-3M - 波兰陆军使用的基于PT-91型坦克的变型车 - 新造9辆，另有20辆WZT-3被升级到此标准。
- M-84AI - 南斯拉夫根据许可证生产的基于M-84A型坦克的变型车 - 15辆，为科威特制造。
- ARV-3 - 印度陆军使用的基于T-72型坦克的变型车 - 制造了352辆。
- WZT-4[13] - 马来西亚陆军使用的基于PT-91M型坦克的变型车(从技术上讲这个型号与MID-M型工程车有很紧密的联系) - 6辆

### MID 野牛-S
（“MID”是波兰语：Maszyna Inżynieryjno-Drogowa的缩写，意为“工程铺路机械”；“Bizon”是波兰语野牛的意思）该型车是基于PT-91型坦克的车体上改装的装甲工程车。
- MID - 波兰陆军使用的基于PT-91型坦克的变型车 - 8辆
- MID-M - 马来西亚陆军使用的基于PT-91M型坦克的变型车 - 3辆

### PMC
（“PMC”是波兰语：Pomocniczy Most Czołgowy的缩写，意为“辅助坦克架桥车”）该型车是一种用于近距离支援的架桥车辆。基于PT-91开发的PMC-90能够根据作战部队的任务要求来执行任务。
- PMC-90 - 基于PT-91的原型车，装备了MLC-60型架桥系统。该型号未得采用。
- PMC-鬣蜥（Leguan） - 马来西亚使用的基于PT-91M型坦克的变型车，配备了26m（87ft）长的MLC-60 鬣蜥型架桥系统。马来西亚共有5辆该型车。
- MG-20 Daglezja-G[14] （“MG”是波兰语：Most Gąsienicowy的缩写，意为“履带式桥梁”） - 该型车是一种履带式架桥系统，其底盘是在T-72底盘上加装了一对负重轮所改装成的。该车装备有一套MLC-70型架桥系统。该型车与MS-20 Daglezja（波兰语：MS-20 Daglezja）型卡车密切相关。目前该车还处于研发阶段，未来预计它将取代波兰陆军中基于T-55开发的BLG-67M架桥系统。

### PZA 卢瓦尔河
（“PZA”是波兰语：Przeciwlotniczy Zestaw Artyleryjski的缩写，意为“防空火炮系统”）该型车是20世纪90年代晚期开发的一种雷达制导自行高射炮系统。这套系统的底盘来自于PT-91 坚韧型主战坦克，上面安装了一座装甲炮塔，炮塔上配有两门厄利孔KDA型35mm高射炮，由一套雷达火控系统制导。根据计划，PZA 卢瓦尔河将与PZR 卢瓦尔河（防空火箭系统）紧密协作，后者的开发基于PZA 卢瓦尔河的设计。但是后一计划目前仍处于暂停阶段。卢瓦尔河能够独立遂行其任务，也可以作为一套范围更广阔的的防控体系的一个组成部分来遂行任务。该系统装备有两部雷达，一部是三坐标搜索雷达，一部是跟踪火控雷达。搜索雷达的探测半径是  26 km（16 mi） ，最多能够同时跟踪、识别64个目标。雷达系统在移动中也可使用，每秒钟更新数据。该系统还有一部激光测距仪、电视摄像机与前向红外摄像机，这使得该系统具备了全天候、昼夜作战能力，并且能在严重电子干扰的环境下完全依靠被动探测器进行作战。该系统的反应时间不足10秒，并能攻击飞行高度不超过5000m（16,500ft）、飞行速度不超过500m/s（1,125mph）的飞行器。它还能够攻击轻装甲的地面和水面目标。

### SJ-09
SJ-09是T-72和PT-91车组乘员训练系统的一个组成部分。这套系统的组成部分包括训练受训车组如何操作坦克不同系统的训练器，以及进行更复杂条件下训练的模拟器。比如说，SJ-02被用于进行主炮装填训练。SJ-09用于对驾驶员进行主战坦克级别的大型、重型车辆操作训练。该车辆本身就是一部坦克底盘，其炮塔被换成了教官模块。所有不必要的装备都被拆除（如侧裙板），该车辆装有一门主炮模型，可以用来模拟真实坦克中主炮对驾驶员视野的阻挡。波兰陆军使用的此型车辆是从少数几辆由苏联交付波兰的原装T-72型坦克改装而来的；另有一辆是作为PT-91M型坦克订单的一部分，为马来西亚陆军新制造的。

### PT-94 大猩猩
（Goryl，波兰语，意为大猩猩）该型车是在PT-91项目经验的基础上提出的一项新的主战坦克项目。这种坦克的设计与梅卡瓦坦克类似（发动机前置），它的特征包括重新设计的发动机、传动装置和火控系统。其装甲为复合装甲和爆炸反应装甲。主武器为120/125mm坦克炮、60mm迫击炮；副武器为：7.62mm PKT同轴机枪，12.7mm NSWT高射机枪。车组共有乘员3人。该项目的另一个为人所知的名字是安德斯将军。该项目在开发早期即被取消。

### PT-97 猎豹
（“Gepard”，波兰语，意为猎豹）该车有时也被称为PT-2001，是另一项为T-72型主战坦克车族进行现代化改装的改进项目。该项目的产生是由于最初的PT-91提议不能满足需求。一共提交了两个方案，Bumar的方案改进了前部装甲、加装了迫击炮、安装了配有2A46型坦克炮的炮塔（形状类似勒克莱尔主战坦克）；OBRUM的竞争方案则设计了新的前部和侧面反应装甲，并安装莱茵金属公司的L-44型坦克炮。
虽然两种方案的性能比T-72原型都有可观的提升，它们由于财务原因均未通过，也没有建造原型车。然而这次的设计经验对PT-91的新变种起到了一定的帮助。

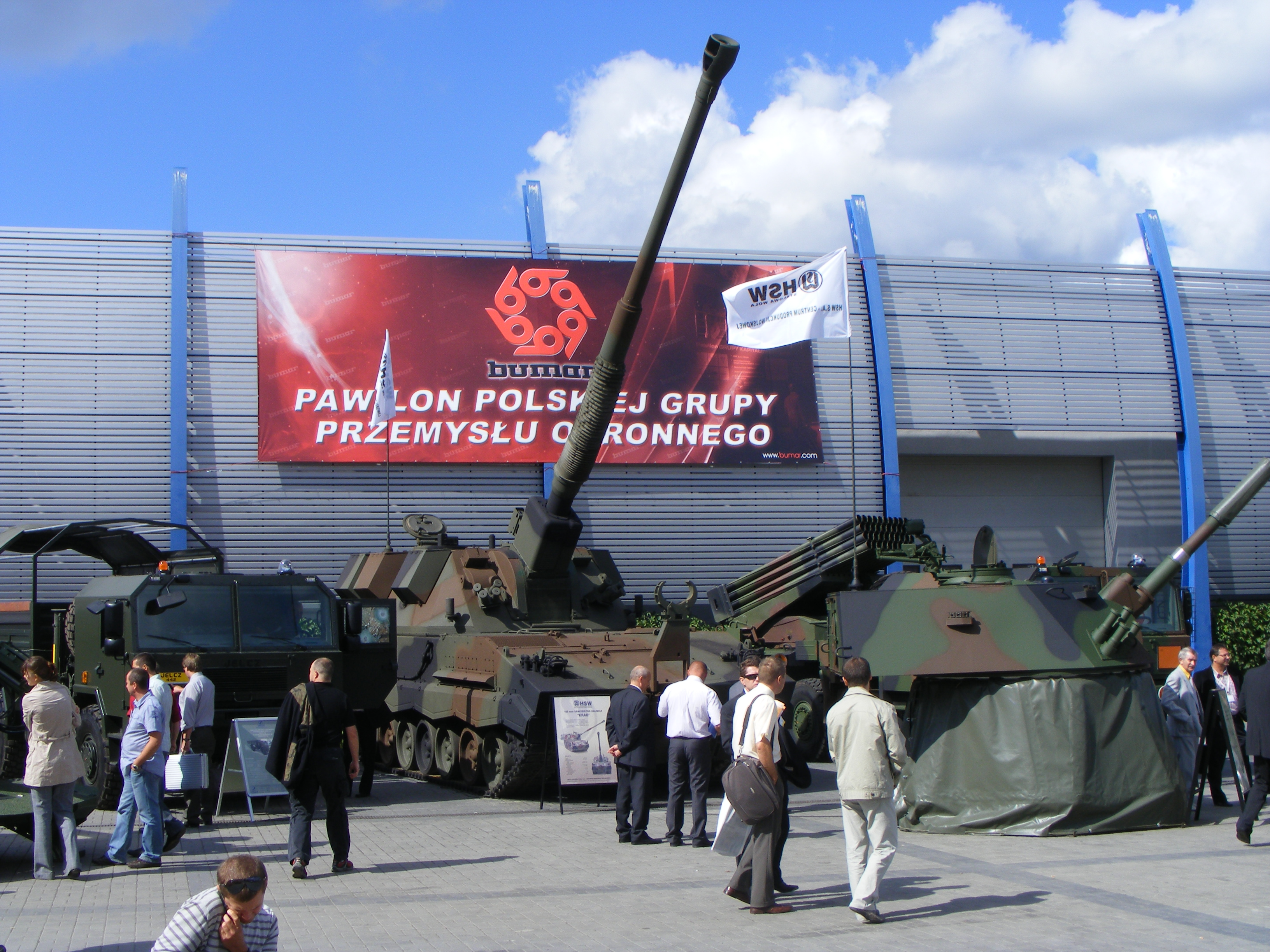
蟹式自行榴弹炮

### 蟹式
（“Krab”，波兰语，意为螃蟹）该型车是斯塔洛瓦沃拉钢铁公司按照北约标准设计的155mm自行榴弹炮。该方案使用了OBRUM的UPG型通用履带式底盘，以及根据许可证生产的AS-90M自行火炮的炮塔，炮塔上装有一门155mm口径、52倍身管的火炮。火控系统是WB 电子开发的Topaz炮兵火控系统。这种榴弹炮装备了与PT-91相同的S-12U型发动机和其他部件（如负重轮）。

## 使用国家

### 波蘭
在1995年到2002年间，共有233辆各型PT-91型坦克被交付使用（232辆服役中，早期原型车被陈列于波兹南陆军训练中心的博物馆中），另有38辆在T-72/PT-91底盘上改装来的支援车辆（29辆WZT-3M型装甲回收车、8辆MID型装甲工程车和1辆PZA 卢瓦尔河型自行高射炮）。
| 每年交付波兰陆军的各型号PT-91数量 | 每年交付波兰陆军的各型号PT-91数量 | 每年交付波兰陆军的各型号PT-91数量 | 每年交付波兰陆军的各型号PT-91数量 | 每年交付波兰陆军的各型号PT-91数量 | 每年交付波兰陆军的各型号PT-91数量 | 每年交付波兰陆军的各型号PT-91数量 |
| 1995–1996                         | 1997                              | 1998                              | 1999                              | 2000                              | 2001                              | 2002                              |
| --------------------------------- | --------------------------------- | --------------------------------- | --------------------------------- | --------------------------------- | --------------------------------- | --------------------------------- |
| 58                                | 58                                | 7                                 | 33                                | 50                                | 20                                | 7                                 |

装备PT-91 坚韧型坦克的部队：

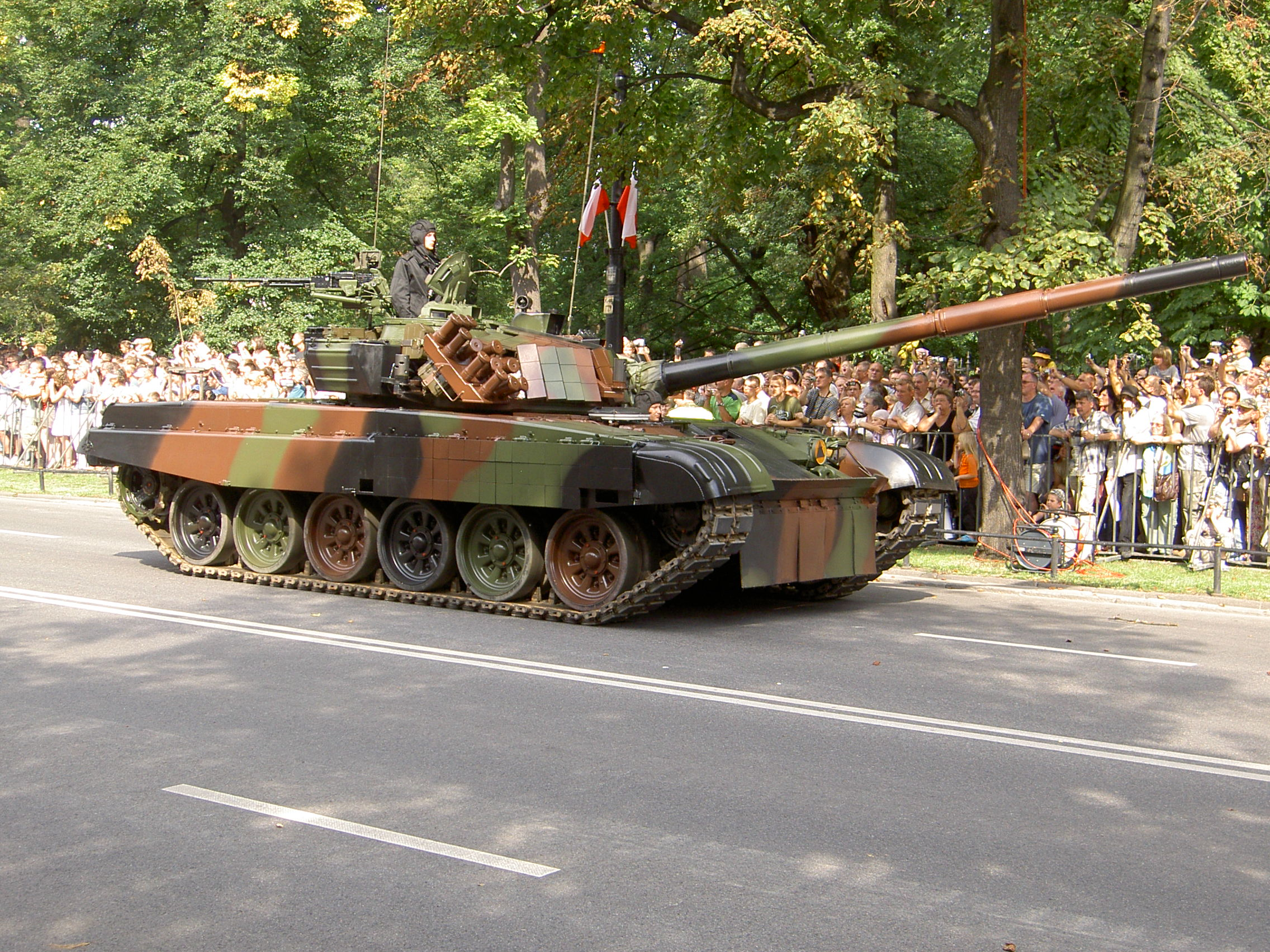
在华沙的阅兵式上的PT-91 坚韧型坦克，来自波兰第1装甲旅

- 第1装甲旅 （1 Warszawska Brygada Pancerna），驻地为华沙市Wesoła区；
- 第2"军团"机械化旅 （2 Brygada Zmechanizowana Legionów），驻地为Złocieniec[16]；
- 第9装甲骑兵旅（9 Brygada Kawalerii Pancernej）
- 陆军训练中心 （Centrum Szkolenia Wojsk Lądowych），驻地为波兹南[4]；

曾装备PT-91 坚韧型坦克的部队：
- 第10装甲骑兵旅 （10 Brygada Kawalerii Pancernej），驻地为Świętoszów（2004年换装豹2A4型主战坦克）；
- 第15大波兰装甲骑兵旅 （15 Wielkopolska Brygada Kawalerii Pancernej），驻地为Wędrzyn（该部队后来解散）；
- 第17大波兰机械化旅 （17 Wielkopolska Brygada Zmechanizowana），驻地为Międzyrzecz（后换装KTO狼獾轮式装甲车）
- 第34装甲骑兵旅 （34 Brygada Kawalerii Pancernej），驻地为Żagań；（2014年换装豹2A5型主战坦克）

在最初装备时，波兰总参谋部希望用PT-91来装备第11装甲骑兵师的每个旅——当时这个师有4个旅：第10装甲骑兵旅、第15装甲骑兵旅、第17机械化旅和第34装甲骑兵旅。2002年，第10装甲骑兵旅获得了德国捐赠的豹2A4型坦克；2007年，第15装甲骑兵旅解散、第17机械化旅接受了第一批KTO狼獾型装甲车。这些变动使得以上几支部队的PT-91型坦克得以重新分配到其他部队，从而取代其最老旧的那些T-72。
一个典型的波兰陆军PT-91营装备有53辆坦克，分为4个各有13辆坦克的作战连、另有1辆营长车。每个13辆坦克的连可以分为3个各有4辆坦克的排，另有1辆连长车。

### 马来西亚

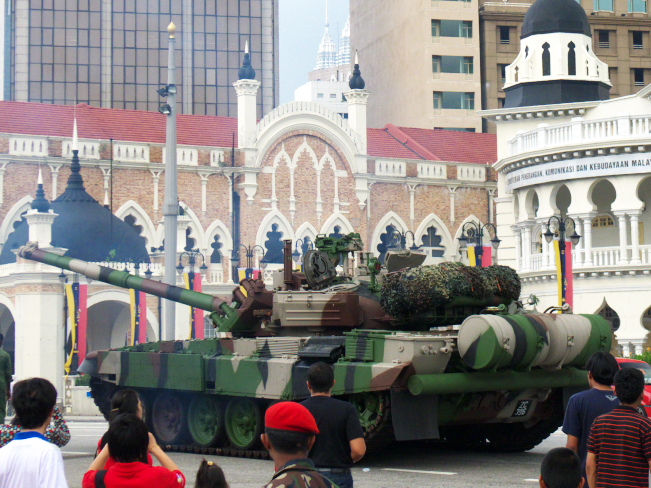
马来西亚陆军的PT-91M型坦克，拍摄于2011年3月

在2007~2009年间，Bumar Łabędy公司向马来西亚交付了48辆PT-91M以及15辆支援车辆（包括6辆WZT-4型装甲回收车、3辆MID-M型装甲工程车、5辆PMC Leguan型装甲架桥车和1辆SJ-09型训练坦克）、配套弹药、备件、给养，总价值3.7亿美元。这批武器自2010年1月9日起具备初步作战能力。
| SP1（试验用原型车） | SP2（试验用原型车） | 6辆 | 24辆 | 18辆 + 15辆支援车辆 |

装备PT-91M的部队：
- 皇家装甲兵团第11团  “Rejimen ke-11 Kor Armor DiRaja”，驻地为金马士（英语：Gemas）

皇家装甲兵团第11团是马来西亚陆军中唯一一支装备PT-91M型坦克的部队，PT-91M替代了该部队原来装备的FV101 天蝎型轻型坦克（英文维基百科的该条目将FV101型归为装甲侦察车）。

### 印度
1999年4月，印度订购了44辆WZT-3裝甲救濟車型装甲回收车。随后在2002年4月和2005年7月，印度又追加了两笔订单，分别订购了80辆和228辆，总计订购了352辆WZT-3。这些车辆被用于为T-72和T-90型主战坦克提供支援。这批车辆从2001年开始交付，并且印度正在计划用PT-91的一些部件将其Ajeya Mk1型坦克（印度对T-72M1的命名）升级到Ajeya Mk2的标准，这些部件包括Drawa-TE1火控系统和PZL-Wola S-1000型发动机。
2011年10月，印度国防部宣布，印度国有的BEML将会追加生产204辆WZT-3型装甲回收车，到2011年印度一共将拥有556辆该型车辆。国防部还说，由于这是一次追加订单，不会开展全球招标。

### 
格鲁吉亚陆军
升级的T-72SIM-1坦克使用的是Drawa-T型火控系统，这是PT-91上火控系统的改进型。该火控系统装备了激光测距仪和热成像仪，它与波兰的各型PT-91所使用的系统有一定差别——车长使用的是一块LCD屏幕，而非目镜。这种格鲁吉亚坦克所使用的潜望镜式热成像仪与PT-91使用的以色列成像仪是相同的，但是其外壳不同。

### 乌克兰
烏克蘭陆军 2022年7月25日，烏克蘭總統辦公室主任安德里·葉爾馬克首度證實波蘭軍援的大批PT-91「堅韌」主力戰車已經抵達烏克蘭。將大幅加強烏軍戰力。2023年6月，烏克蘭總統弗拉基米爾·澤連斯基在推特發文，感謝波蘭做出重大決定，運交60輛戰車予烏克蘭武裝部隊，其中30輛為PT-91主戰坦克。2024年8月24日，波兰总统安杰伊·杜达在与乌克兰总统弗拉基米尔·泽连斯基和立陶宛总理英格麗達·西莫尼特举行的联合新闻发布会上透露，一年多前移交给基辅的波兰RT-91坦克保卫了乌克兰，并在库尔斯克地区进行作战行动。